# Paljett

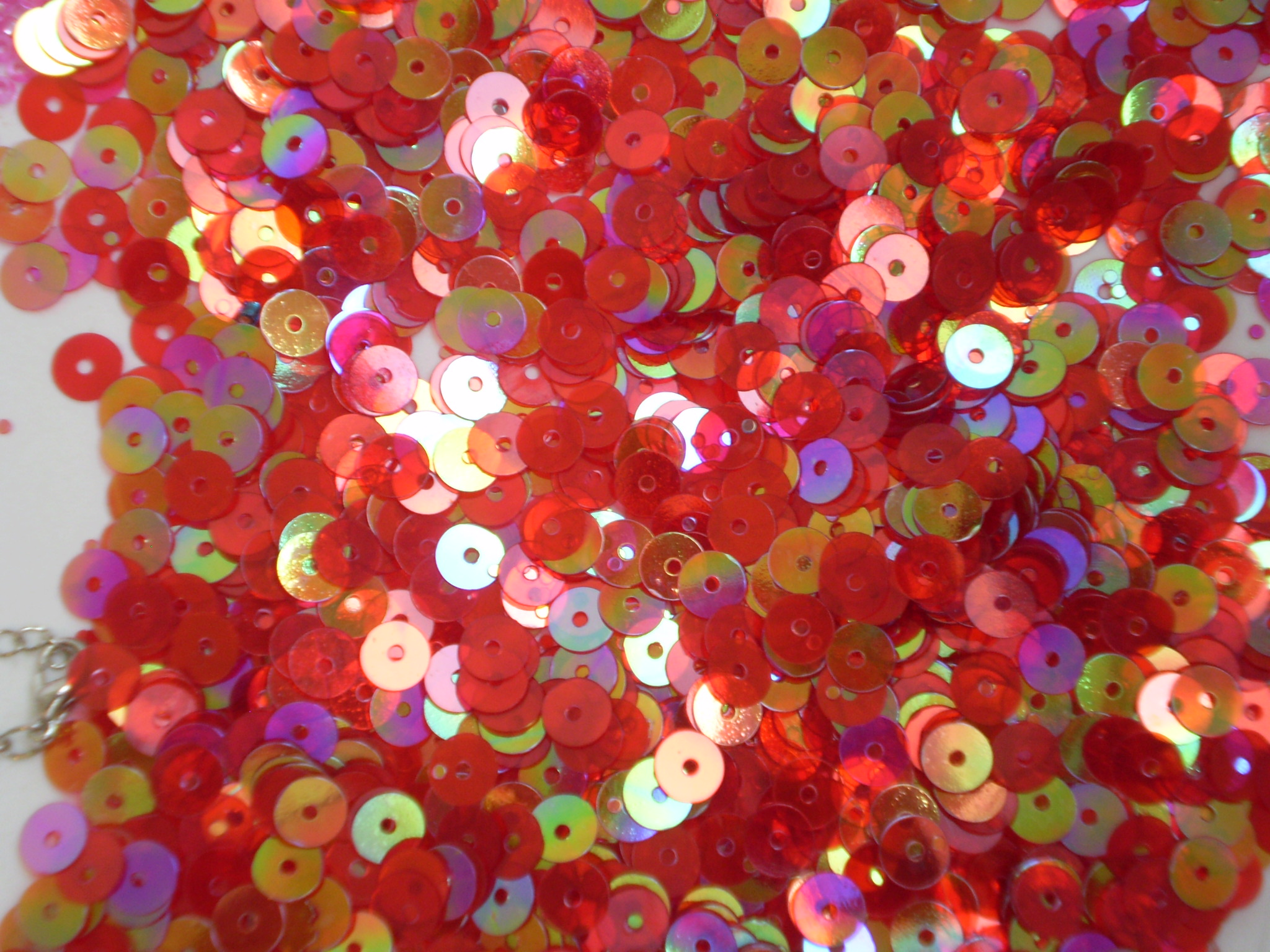

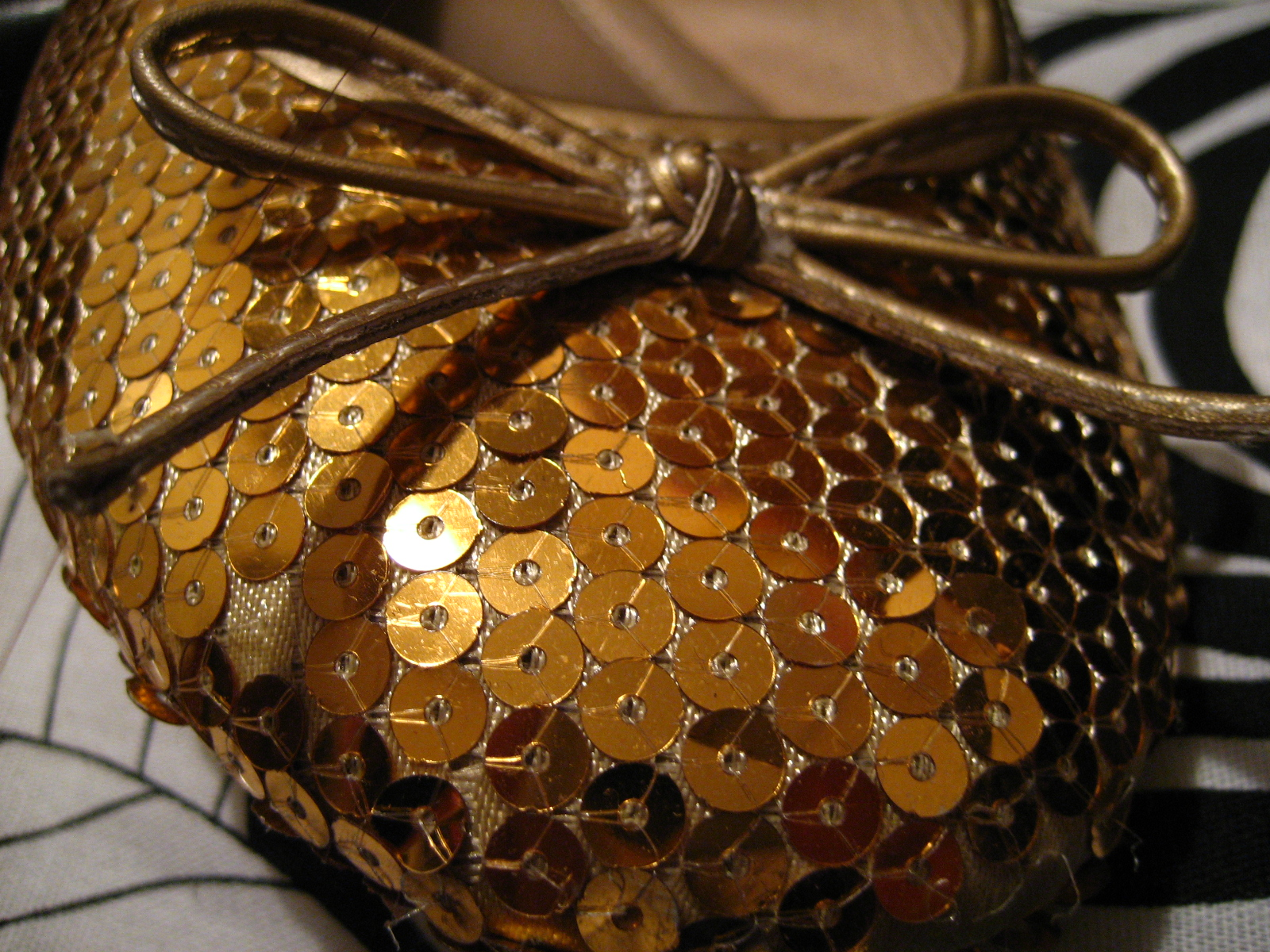
Sko med guldfärgade paljetter

En paljett är en liten, tunn skiva av metall eller metallfärgad plast, avsedd att sys fast på textilier, främst festplagg. Paljetten reflekterar ljus och får plagget att glittra. Kläder med paljetter används vanligen till fest och inom underhållningsbranschen, särskilt av cirkusartister. I handeln förekommer det tyger med redan påsydda paljetter. Paljetter används även till inredningstextilier.
Paljetter kan också användas för smycketillverkning.